# Trichoplusia exquisitodes
Trichoplusia exquisitodes là một loài bướm đêm trong họ Noctuidae.